# Phascolion lucifugax
Phascolion lucifugax är en stjärnmaskart som beskrevs av Emil Selenka, de Man in Selenka, de Man och Bnlow 1883. Phascolion lucifugax ingår i släktet Phascolion och familjen Phascoliidae. Inga underarter finns listade i Catalogue of Life.